# 坎特里赛德 (伊利诺伊州)
坎特里赛德（英語：Countryside）是一個位於美國伊利諾伊州庫克縣的城市。

## 地理
坎特里赛德的座標為41°46′44″N 87°52′26″W / 41.77889°N 87.87389°W，而該地的平均海拔高度為202米（即663英尺）。

## 人口
根據2010年美國人口普查的數據，坎特里赛德的面積為7.46平方千米，當中陸地面積為7.46平方千米，而水域面積為0.00平方千米。當地共有人口5895人，而人口密度為每平方千米790.21人。